# 신 에다

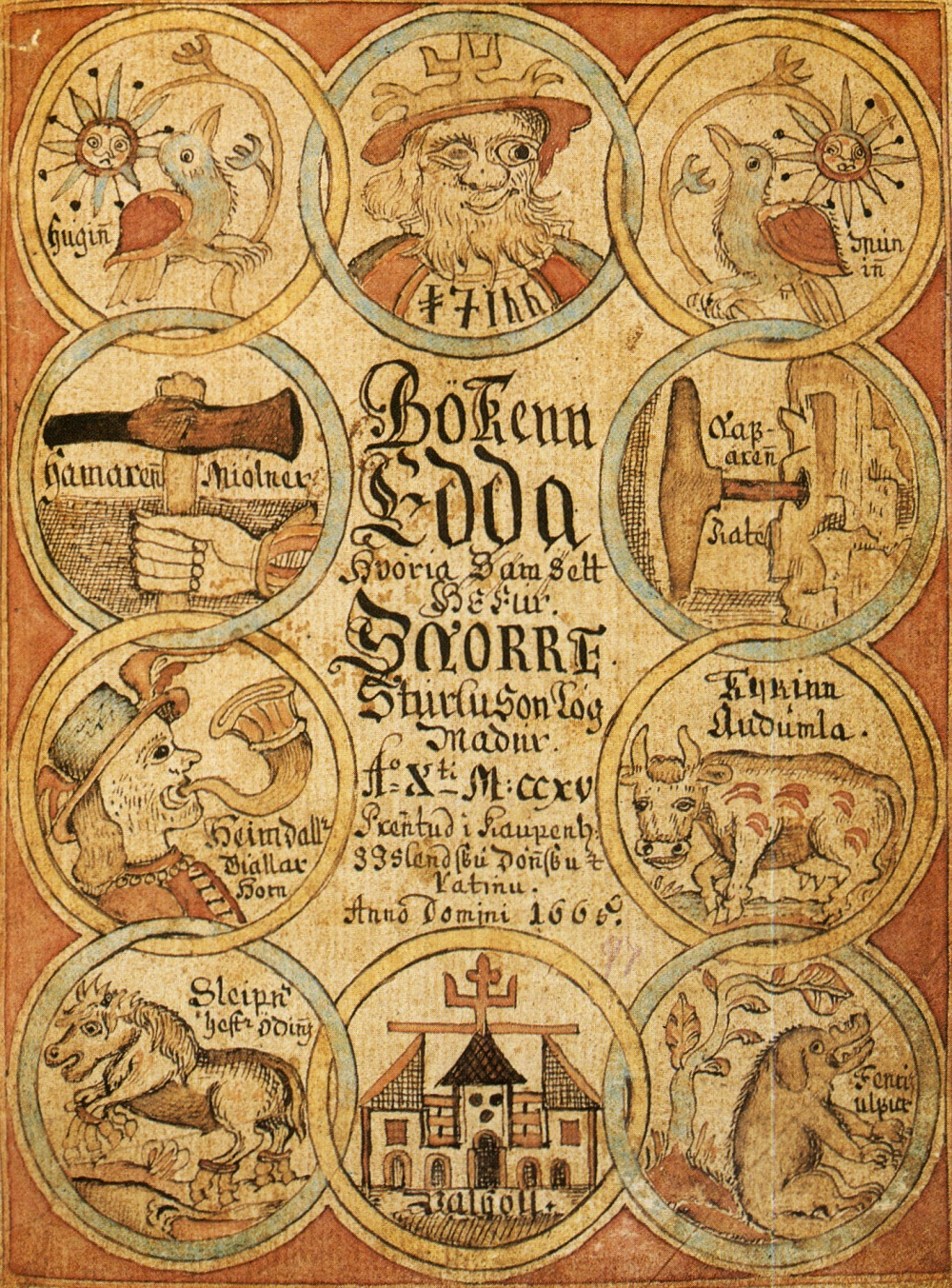

《신 에다》(Younger Edda) 또는 《산문 에다》(Prose Edda), 《스노리 에다》(Snorra Edda, 약자 SnE)는 1220년경에 아이슬란드의 시인 스노리 스투를루손이 쓴 시 교본이다.
북유럽 신화와 시의 작법을 다루고 있는 책이다. 이 책 자체의 완성도 역시 뛰어나지만 북유럽 신화에 대한 귀중한 1차 자료로, 이 책을 제외하고 북유럽 신화, 나아가서 게르만 신화를 복원하는 것은 불가능에 가깝다.
원래 제목은 단순히 《에다》(Edda)였지만, 이 책에서 인용하고 있는 고대 가요의 형식 역시 ‘에다’라고 불렸기 때문에, 고대 가요 쪽을 ‘고 에다’, 또는 ‘운문 에다’라고 하고, 이 책은 ‘신 에다’ 또는 ‘산문 에다’, ‘스노리 에다’라고 불러 구분하게 되었다.

## 내용
서문 및 3부의 독립된 작품으로 이루어져 있다.
1. 〈길피의 속임수〉(Gylfaginning)
2. 〈시어법〉(Skáldskaparmál)
3. 〈운율 일람〉(Háttatal)

각 작품은 각각 다른 시기에 쓰여졌으며, 가장 먼저 쓰여진 제3부가 1222년 내지 1223년, 제1부와 제2부는 빠르면 1225년경에 쓰여졌다.
서문은 스노리의 신화관에 대해 다루고 있는데, 켈트 신화의 《에린 침략의 서》와 마찬가지로 여기저기 기독교적 시각이 삽입되어 있다. 오딘을 트로이 출신의 인간 왕으로 소개하는 등 에우헤메리즘적 해석을 하는 것이 그 예이다. 이 서문이 과연 스노리 본인이 쓴 것인지 의문시하는 목소리도 존재한다.
제1부 〈길피의 속임수〉는 마술왕 길피(Gylfi)가 변장을 하고 아스가르드로 들어가 거기서 오딘 등에게 고대의 전승이나 예언을 전해 듣는다는 이야기다. 《고 에다》나 그 외 민간 전승에 따른 천지창조, 인간의 창조, 신의 일람, 미래에 일어날 최종전쟁 라그나로크 등이 정리되어 있다.
제2부 〈시어법〉은 시의 신 브라기가 바다의 신 에기르에게 시의 작법을 설명한다는 이야기다. 젊은이들에게 스칼드(Skald) 시를 설명하는 것이 목적인 부분으로, 옛 스칼드의 인용이나 케닝(kenning)이라는 수사법을 설명하는 것으로 일관하고 있다. 하지만 중간중간 신화 시대의 흥미로운 에피소드들이 소개되어 있어 신화 자료로서 빠뜨릴 수 없는 부분이다.
제3부 〈운율 일람〉은 저자 스노리가 여러 가지 시의 형태를 엮어서 쓴 시들로, 말하자면 앞에서 설명한 시 작법의 예시라고 할 수 있다. 스노리가 노르웨이에 체재했을 시 그를 후하게 대접해 준 호콘 4세를 칭송하는 시인데, 전 102연의 각 연이 모두 다른 운율과 시형으로 쓰여진 것이라 시인으로서 스노리의 천재성을 보여주고 있다.

## 같이 보기
- 《고 에다》
- 북유럽 신화
- 스노리 스투를루손